# شوالیه‌های لیوونی
شوالیه‌های لیوونی (انگلیسی: Livonian Order) یکی از شاخه‌های خودمختار شوالیه‌های تتونیک بود که در سال ۱۲۳۷ تشکیل شد و از سال ۱۴۳۵ تا ۱۵۶۱ عضو کنفدراسیون لیوونی بود.